# Множество меры ноль

Треугольник Серпинского является примером множества точек меры ноль в.

В математическом анализе множество меры 0 (ноль или нуль), также известное как «множество с нулевым содержимым» —  измеримое по Лебегу множество действительных чисел, имеющее меру ноль. Его можно охарактеризовать как множество, которое можно покрыть счётным объединением интервалов произвольно малой общей длины.
Важно, в каком множестве определяется мера. Одно и то же множество может иметь ненулевую меру (например, в самом себе) и нулевую.
Понятие множества меры 0 не следует путать с пустым множеством, определённым в теории множеств. Хотя пустое множество имеет нулевую меру Лебега, существуют также непустые множества, которые имеют меру 0. Например, любое непустое счётное множество действительных чисел имеет нулевую меру Лебега.
В более общем смысле, на заданном пространстве мер {\displaystyle M=(X,\Sigma ,\mu )} множество меры 0 — это множество {\displaystyle S\in \Sigma } такое, что {\displaystyle \mu (S)=0.}

## Примеры
Каждое конечное или счётное бесконечное подмножество действительных чисел является множеством меры 0. Например, множество натуральных чисел и множество рациональных чисел являются счётно-бесконечными и, следовательно, являются множествами меры 0, если рассматривать их как подмножества действительных чисел.
Множество Кантора является примером несчётного множества меры 0.

## Определение
Предположим, {\displaystyle A} является подмножеством числовой оси {\displaystyle \mathbb {R} } таким, что для каждого {\displaystyle \varepsilon >0,} существует последовательность {\displaystyle U_{1},U_{2},\ldots } открытых интервалов (где интервал {\displaystyle U_{n}=(a_{n},b_{n})\subseteq \mathbb {R} } имеет длину {\displaystyle \operatorname {length} (U_{n})=b_{n}-a_{n}} такой что {\displaystyle A\subseteq \bigcup _{n=1}^{\infty }U_{n}\ ~{\text{и}}~\ \sum _{n=1}^{\infty }\operatorname {length} (U_{n})<\varepsilon \,,}тогда {\displaystyle A} является множеством меры 0.
В терминологии математического анализа это определение требует, чтобы существовала последовательность открытых покрытий {\displaystyle A}, для которых предел диаметров покрытия равен нулю.

## Свойства
Пусть {\displaystyle (X,\Sigma ,\mu )} — измеримое пространство. У нас есть:
- {\displaystyle \mu (\varnothing )=0} (по определению {\displaystyle \mu }).
- Любое счётное объединение множеств меры 0 само является множеством меры 0 (в силу счётной субаддитивности {\displaystyle \mu }).
- Любое (измеримое) подмножество множества меры 0 само является множеством меры 0 (в силу монотонности {\displaystyle \mu }).

Вместе эти факты показывают, что нулевые множества {\displaystyle (X,\Sigma ,\mu )} образуют 𝜎-идеал 𝜎-алгебры {\displaystyle \Sigma } . Соответственно, множества меры 0 можно интерпретировать как пренебрежимо малые множества, что приводит к понятию теории меры « почти всюду».

## Мера Лебега
Мера Лебега — это стандартный способ присвоения длины, площади или объёма подмножествам евклидова пространства .
Подмножество {\displaystyle N} из {\displaystyle \mathbb {R} } имеет нулевую меру Лебега и считается множеством меры 0 в {\displaystyle \mathbb {R} } тогда и только тогда, когда:
для любого положительного числа {\displaystyle \varepsilon } есть последовательность {\displaystyle I_{1},I_{2},\ldots } интервалов в {\displaystyle \mathbb {R} } такая, что {\displaystyle N} содержится в объединении {\displaystyle I_{1},I_{2},\ldots } и общая длина объединения меньше, чем {\displaystyle \varepsilon .}
Это условие можно обобщить для {\displaystyle \mathbb {R} ^{n},} с использованием {\displaystyle n}-кубов вместо интервалов. На самом деле, этой идее можно придать смысл на любом многообразии, даже если там нет меры Лебега.
Например:
- В отношении {\displaystyle \mathbb {R} ^{n},} все одноэлементные множества имеют меру 0, и, следовательно, все счётные множества равны нулю. В частности, множество {\displaystyle \mathbb {Q} } рациональных чисел является множеством меры 0, несмотря на то, что оно всюду плотно в {\displaystyle \mathbb {R} .}
- Стандартное построение множества Кантора является примером несчётного множества меры 0 в {\displaystyle \mathbb {R} ;} однако возможны и другие конструкции, которые присваивают множеству Кантора какую-либо (например, ненулевую) меру.
- Все подмножества {\displaystyle \mathbb {R} ^{n}}, размерность которых меньше {\displaystyle n} имеют нулевую меру Лебега в {\displaystyle \mathbb {R} ^{n}.} Например, прямые линии или окружности являются множествами меры 0 в {\displaystyle \mathbb {R} ^{2}.}
- Лемма Сарда: множество критических значений гладкой функции имеет меру нуль.

Если {\displaystyle \lambda } является мерой Лебега для {\displaystyle \mathbb {R} } и π — мера Лебега для {\displaystyle \mathbb {R} ^{2}}, то мера произведения {\displaystyle \lambda \times \lambda =\pi .} В терминах нулевых множеств следующая эквивалентность была названа теоремой Фубини :
- Для {\displaystyle A\subset \mathbb {R} ^{2}} и {\displaystyle A_{x}=\{y:(x,y)\in A\},}{\displaystyle \pi (A)=0\iff \lambda \left(\left\{x:\lambda \left(A_{x}\right)>0\right\}\right)=0.}

## Использование
Нулевые множества играют ключевую роль в определении интеграла Лебега: если функции {\displaystyle f} и {\displaystyle g} равны, за исключением множества меры 0, то {\displaystyle f} интегрируемо тогда и только тогда, когда {\displaystyle g} интегрируемо, и их интегралы равны. Это мотивирует формальное определение {\displaystyle L^{p}} пространства как множества классов эквивалентности функций, которые различаются только на множествах меры 0.
Мера, в которой все подмножества множеств меры 0 измеримы, является полной. Любую неполную меру можно дополнить, образовав полную меру, утверждая, что подмножества множеств меры 0 имеют меру ноль. Мера Лебега является примером полной меры; в некоторых конструкциях она определяется как завершение неполной меры Бореля.

### Подмножество множества Кантора, которое не является измеримым по Борелю.
Мера Бореля не является полной. Одна из простых конструкций — начать со стандартного множества Кантора. {\displaystyle K,} которое замкнуто, следовательно, измеримо по Борелю, и которое имеет меру ноль, и найти подмножество {\displaystyle F} из {\displaystyle K}, которое не измеримо по Борелю. (Поскольку мера Лебега является полной, это {\displaystyle F} безусловно измеримо по Лебегу.)
Во-первых, мы должны знать, что каждое множество положительной меры содержит неизмеримое подмножество. Пусть {\displaystyle f} — это канторова функция, непрерывная функция, которая локально постоянна на {\displaystyle K^{c}} и монотонно возрастает на {\displaystyle [0,1]}, с {\displaystyle f(0)=0} и {\displaystyle f(1)=1.} Очевидно, что {\displaystyle f(K^{c})} счётно, так как оно содержит одну точку на каждую компоненту {\displaystyle K^{c}}. Следовательно, {\displaystyle f(K^{c})} имеет нулевую меру, так что {\displaystyle f(K)} имеет меру один. Нам нужна строго монотонная функция, поэтому рассмотрим {\displaystyle g(x)=f(x)+x}. Поскольку {\displaystyle f(x)} строго монотонна и непрерывна, она является гомеоморфизмом. Более того, {\displaystyle g(K)} имеет меру один. Пусть {\displaystyle E\subseteq g(K)} — это неизмеримое множество, и пусть {\displaystyle F=g^{-1}(E).} Поскольку {\displaystyle g} инъективна, мы имеем {\displaystyle F\subseteq K}, и, следовательно, {\displaystyle F} является множеством меры 0. Однако, если бы оно было измеримым по Борелю, то {\displaystyle f(F)} также было бы борелевским измеримым (здесь мы используем тот факт, что прообраз борелевского множества при непрерывной функции является измеримым; {\displaystyle g(F)=(g^{-1})^{-1}(F)} — это прообраз {\displaystyle F} через непрерывную функцию {\displaystyle h=g^{-1}.}) Таким образом, {\displaystyle F} имеет нулевую меру, но не является борелевским измеримым множеством.

## Меры 0 по Хаару
В сепарабельном банаховом пространстве {\displaystyle (X,\|\cdot \|).} сложение перемещает любое подмножество {\displaystyle A\subseteq X} к сдвигу {\displaystyle A+x} на любого {\displaystyle x\in X.} Когда существует вероятностная мера μ на σ-алгебре борелевских подмножеств {\displaystyle X,} такая, что для всех {\displaystyle x,}{\displaystyle \mu (A+x)=0,} то {\displaystyle A} является множеством меры 0 по Хаару.
Термин относится к нулевой инвариантности мер трансляций (переносов), связывая её с полной инвариантностью, найденной с помощью меры Хаара.
Некоторые алгебраические свойства топологических групп связаны с размером подмножеств и множествами меры 0 по Хаару. Множества меры 0 по Хаару использовались в польских группах, чтобы показать, что когда A не является разрежённым множеством, то {\displaystyle A^{-1}A} содержит открытую окрестность элемента идентичности. Это свойство названо в честь Гуго Штейнгауза, поскольку оно является следствием теоремы Штейнгауза.